# Johann Christoph Heintze
Johann Christoph Heintze (* 1696 in Wittenburg; † 3. September 1747 in Güstrow) war ein deutscher Mediziner.

## Leben
Johann Christoph Heintze immatrikulierte sich 1717 an der Universität Rostock und studierte Medizin. Am 21. November 1719 wurde er unter dem Vorsitz von Georg Detharding mit einer Dissertation De Erotomania, Von der Kranckheit da man verliebt ist zum Dr. med. promoviert.
Er ließ sich als praktischer Arzt in Güstrow nieder, erneuerte jedoch seine Immatrikulation an der Rostocker Universität bis 1732 regelmäßig.
Herzog Christian Ludwig II. von Mecklenburg-Schwerin ernannte ihn zum Hofrat.
Seine Tochter Magdalene Luise Heintze (1734–1799) heiratete 1756 den Theologen Georg Detharding, einen Enkel seines Doktorvaters.

## Werke
- Disputatio Inauguralis Medica, De Erotomania, Von der Kranckheit da man verliebt ist. Rostock 1719
 Digitalisat, Staatsbibliothek Berlin